# CODA (película)
CODA (CODA: Señales del corazón en Hispanoamérica y CODA: Los sonidos del silencio en España) es una película de comedia dramática y coming-of-age que sigue a una adolescente, la única con capacidad auditiva en una familia en la que tanto los padres como un hijo mayor que ella son sordos; se trata, por tanto, de una chica CODA (las siglas en inglés Child Of Deaf Adults: hijo de adultos sordos).
Escrita y dirigida por Sian Heder, la película es protagonizada por Emilia Jones como la niña oyente; Marlee Matlin y Troy Kotsur como sus padres sordos y Daniel Durant como su hermano sordo. Eugenio Derbez y Ferdia Walsh-Peelo también protagonizan la película.
Es una coproducción internacional (Estados Unidos, Francia y Canadá) y se filmó en locaciones de Gloucester, Massachusetts, Estados Unidos. Es una adaptación en inglés de la película francesa de 2014 La familia Bélier, dirigida por Éric Lartigau.
Apple adquirió los derechos de distribución de CODA por un récord de festival de $25 millones. La película se estrenó en cines y a través del servicio de streaming Apple TV + el 13 de agosto de 2021. Obtuvo reseñas positivas y fue nombrada una de las 10 mejores películas de 2021 por el American Film Institute. Recibió tres nominaciones en la 94.ª edición de los Premios Óscar, incluida la de Mejor película, y fue nominada a Mejor película dramática y Mejor actor de reparto (por Kotsur) en la 79.ª edición de los Premios Globos de Oro. En la 28.ª edición de los Premios del Sindicato de Actores, la película hizo historia con sus miembros del reparto sordos/no oyentes (Kotsur, Matlin y Durant) convirtiéndose en los primeros artistas con discapacidad en recibir una nominación, junto con Jones, Derbez y Walsh-Peelo, en la categoría de Mejor reparto.

## Sinopsis
En Gloucester, Massachusetts, una familia sorda dirige un negocio de pesca. Ruby (Emilia Jones), que tiene 17 años y es la única miembro oyente de la familia, ayuda a sus padres y a su hermano, todos sordos, en el negocio. En el instituto, se une al club del coro, donde se siente atraída por Miles (Ferdia Walsh-Peelo), su compañero de dúo y descubre su pasión por el canto. Su director de coro Bernardo Villalobos, Mr. B (Eugenio Derbez), la anima a considerar la posibilidad de estudiar música en el prestigioso Berklee College of Music de Boston y ella tiene que decidir entre ayudar a su familia o perseguir su sueño.

## Reparto
- Emilia Jones como Ruby Rossi
- Troy Kotsur como Frank Rossi
- Daniel Durant como Leo Rossi
- Marlee Matlin como Jackie Rossi
- Eugenio Derbez como Bernardo Villalobos / Mr. B.
- Amy Forsyth como Gertie
- Ferdia Walsh-Peelo como Miles
- Kevin Chapman como Brady

## Producción

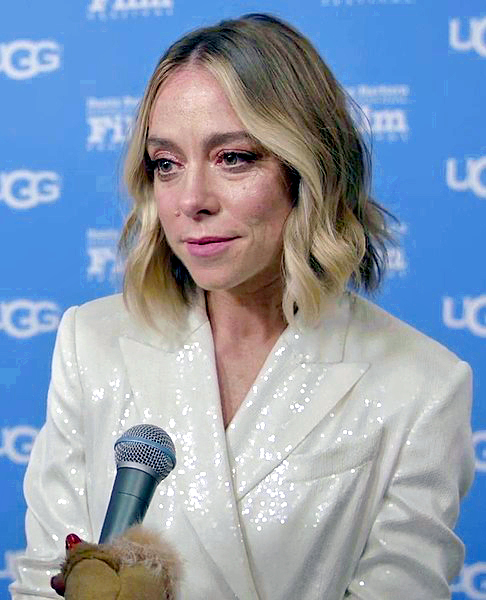
Sian Heder, escritora y directora de CODA durante una entrevista en marzo de 2022

CODA, escrita y dirigida por Sian Heder, es un remake en inglés de la película en francés La Famille Bélier, que se estrenó en 2014 y tuvo éxito en la taquilla francesa. Philippe Rousselet fue uno de los productores de la película original, y tenía los derechos para hacer un remake. Heder dijo: "Estaban interesados en adaptar la película, pero querían que alguien la hiciera única y tomara la premisa de la original y, además, la reinventara". Aprendió el lenguaje de signos americano mientras escribía el guion, ya que el 40 % estaba en la lengua de signos americana o ASL por sus siglas en inglés.
Heder contrató por primera vez a Marlee Matlin para el papel de CODA, y describió el casting como una oportunidad para que Matlin jugara en contra del tipo, ya que sus papeles anteriores habían sido "personajes elegantes y con clase". Heder dijo: "Marlee, en la vida real, es mucho más divertida, y tiene un sentido del humor sucio. Este (papel) era el de la esposa de un pescador de clase trabajadora, y ella tiene muchos elementos de su personalidad que eran muy adecuados para este personaje". Matlin utilizó sus contactos con el Deaf West Theatre de Los Ángeles, California, para ayudar a Heder a encontrar otros actores sordos. Heder vio a Troy Kotsur en una producción de Deaf West y le dio el papel de pescador y padre. También contrató a Daniel Durant después de encontrarlo en las audiciones. Matlin, Kotsur y Durant ya se conocían por su colaboración en el musical de Broadway de 2006 Spring Awakening.
La directora Sian Heder hizo audiciones a cientos de chicas adolescentes antes de elegir a Emilia Jones como el miembro oyente de la familia sorda. Jones tomó clases de voz y aprendió ASL durante nueve meses antes de comenzar el rodaje. Heder también eligió a Eugenio Derbez para el papel del director del coro de la niña, al ver que encajaba con su "amalgama del profesor de ritmo de la universidad de Heder y sus profesores de teatro e inglés del instituto".
En mayo de 2019, las empresas Pathé Films y Vendôme Group habían formado una asociación de producción cinematográfica para desarrollar y producir películas en inglés, siendo la primera Coda. La película se rodó en Gloucester, Massachusetts. Heder contrató a un grupo rotativo de intérpretes de ASL que facilitaron la comunicación con señas y el habla entre el reparto y el equipo.

## Estreno
CODA se estrenó mundialmente el 28 de enero de 2021 en el Festival de Cine de Sundance de 2021 como una de las películas de la jornada inaugural. En Sundance, se presenta en la Competición Dramática de EE. UU. Poco después, Apple TV+ adquirió los derechos de distribución de la película por un récord de 25 millones de dólares.

## Recepción

### Crítica
CODA recibió reseñas generalmente positivas de parte de la crítica y de la audiencia. En el sitio web especializado Rotten Tomatoes, la película posee una aprobación de 94%, basada en 291 reseñas, con una calificación de 7.8/10 y con un consenso crítico que dice: "La historia de CODA ofrece pocas sorpresas, pero una fuerte representación y un excelente elenco —encabezado por la brillante actuación de Emilia Jones—, dan vida a esta historia sobre la mayoría de edad". De parte de la audiencia tiene una aprobación de 91%, basada en más de 1000 votos, con una calificación de 4.3/5.
El sitio web Metacritic le dio a la película una puntuación de 72 de 100, basada en 46 reseñas, indicando "reseñas generalmente favorables". En el sitio IMDb los usuarios le asignaron una calificación de 8.0/10, sobre la base de 131 417 votos. En la página web FilmAffinity la cinta tiene una calificación de 6.7/10, basada en 6915 votos.

### Premios y nominaciones
| Premio                                                  | Fecha                   | Categoría                                                         | Nominado(s)                                                                                 | Resultado | Ref.          |
| ------------------------------------------------------- | ----------------------- | ----------------------------------------------------------------- | ------------------------------------------------------------------------------------------- | --------- | ------------- |
| Hollywood Music in Media Awards                         | 17 de noviembre de 2021 | Mejor banda sonora en una película independiente                  | Marius de Vries                                                                             | Nominado  | [ 12 ] [ 13 ] |
| Hollywood Music in Media Awards                         | 17 de noviembre de 2021 | Mejor canción original en una película independiente              | Nick Baxter, Sian Heder, Marius de Vries y Matt Dahan (por la canción "Beyond the Shore")   | Ganadores | [ 12 ] [ 13 ] |
| Hollywood Music in Media Awards                         | 17 de noviembre de 2021 | Mejor interpretación en pantalla de una canción original          | Emilia Jones (por la canción "Both Sides, Now")                                             | Ganadora  | [ 12 ] [ 13 ] |
| Hollywood Music in Media Awards                         | 17 de noviembre de 2021 | Mejor supervisión musical en una película                         | Alexandra Patsavas                                                                          | Nominada  | [ 12 ] [ 13 ] |
| Hollywood Music in Media Awards                         | 17 de noviembre de 2021 | Mejor álbum de banda sonora                                       | CODA (Soundtrack from the Apple Original Film)                                              | Nominado  | [ 12 ] [ 13 ] |
| Gotham Awards                                           | 29 de noviembre de 2021 | Mejor interpretación de reparto                                   | Troy Kotsur                                                                                 | Ganador   | [ 14 ] [ 15 ] |
| Gotham Awards                                           | 29 de noviembre de 2021 | Mejor interpretación de reparto                                   | Marlee Matlin                                                                               | Nominada  | [ 14 ] [ 15 ] |
| Gotham Awards                                           | 29 de noviembre de 2021 | Mejor interpretación revelación                                   | Emilia Jones                                                                                | Ganadora  | [ 14 ] [ 15 ] |
| Círculo Femenino de Críticos de Cine de Estados Unidos  | 11 de diciembre de 2021 | Mejor película sobre una mujer                                    | CODA                                                                                        | Nominada  | [ 16 ]        |
| Círculo Femenino de Críticos de Cine de Estados Unidos  | 11 de diciembre de 2021 | Mejor película de una mujer                                       | Siân Heder                                                                                  | Nominada  | [ 16 ]        |
| Círculo Femenino de Críticos de Cine de Estados Unidos  | 11 de diciembre de 2021 | Mejor mujer narradora (Premio a la escritura de guiones)          | Siân Heder                                                                                  | Nominada  | [ 16 ]        |
| Círculo Femenino de Críticos de Cine de Estados Unidos  | 11 de diciembre de 2021 | Mejor pareja de pantalla                                          | Marlee Matlin y Troy Kotsur                                                                 | Nominados | [ 16 ]        |
| Círculo Femenino de Críticos de Cine de Estados Unidos  | 11 de diciembre de 2021 | Coraje en el cine                                                 | Siân Heder                                                                                  | Nominada  | [ 16 ]        |
| Premios Globo de Oro                                    | 9 de enero de 2022      | Mejor película dramática                                          | CODA                                                                                        | Nominada  |               |
| Premios Globo de Oro                                    | 9 de enero de 2022      | Mejor actor de reparto                                            | Troy Kotsur                                                                                 | Nominado  |               |
| Asociación de Críticos de Cine de Austin                | 11 de enero de 2022     | Premio Artista Revelación                                         | Emilia Jones                                                                                | Nominada  | [ 17 ]        |
| Asociación de Críticos de Cine de Austin                | 11 de enero de 2022     | Mejor guion adaptado                                              | Siân Heder                                                                                  | Nominada  | [ 17 ]        |
| Asociación de Críticos de Cine de Georgia               | 15 de enero de 2022     | Mejor película                                                    | CODA                                                                                        | Nominada  | [ 18 ]        |
| Asociación de Críticos de Cine de Georgia               | 15 de enero de 2022     | Mejor actor de reparto                                            | Tory Kotsur                                                                                 | Nominado  | [ 18 ]        |
| Asociación de Críticos de Cine de Georgia               | 15 de enero de 2022     | Mejor guion adaptado                                              | Siân Heder                                                                                  | Nominada  | [ 18 ]        |
| Asociación de Críticos de Cine de Georgia               | 15 de enero de 2022     | Mejor elenco                                                      | CODA                                                                                        | Nominada  | [ 18 ]        |
| Asociación de Críticos de Cine de Georgia               | 15 de enero de 2022     | Breakthrough Award                                                | Emilia Jones                                                                                | Nominada  | [ 18 ]        |
| Sociedad de Críticos de Cine de Seattle                 | 17 de enero de 2022     | Mejor película del año                                            | CODA                                                                                        | Nominada  | [ 19 ]        |
| Sociedad de Críticos de Cine de Seattle                 | 17 de enero de 2022     | Mejor actor de reparto                                            | Troy Kotsur                                                                                 | Nominado  | [ 19 ]        |
| Sociedad de Críticos de Cine de Seattle                 | 17 de enero de 2022     | Mejor actuación juvenil                                           | Emilia Jones                                                                                | Ganadora  | [ 19 ]        |
| Alianza de Mujeres Periodistas de Cine                  | 25 de enero de 2022     | Mejor interpretación revolucionaria                               | Emilia Jones                                                                                | Ganadora  | [ 20 ]        |
| Alianza de Mujeres Periodistas de Cine                  | 25 de enero de 2022     | Mejor guionista mujer                                             | Siân Heder                                                                                  | Nominada  | [ 20 ]        |
| Alianza de Mujeres Periodistas de Cine                  | 25 de enero de 2022     | Mejor directora mujer                                             | Siân Heder                                                                                  | Nominada  | [ 20 ]        |
| Alianza de Mujeres Periodistas de Cine                  | 25 de enero de 2022     | Mejor actor de reparto                                            | Troy Kotsur                                                                                 | Nominado  | [ 20 ]        |
| Alianza de Mujeres Periodistas de Cine                  | 25 de enero de 2022     | Mejor guion - guion adaptado                                      | Siân Heder                                                                                  | Nominada  | [ 20 ]        |
| Círculo de Críticos de Cine de Londres                  | 6 de febrero de 2022    | Joven intérprete británica / irlandesa del año                    | Emilia Jones                                                                                | Nominada  | [ 21 ]        |
| Premios de la Sociedad de Decoradores de Estados Unidos | 22 de febrero de 2022   | Mejor logro en decoración/diseño de un largometraje contemporáneo | Vanessa Knoll y Diane Lederman                                                              | Nominadas | [ 22 ]        |
| Premios NAACP Image                                     | 26 de febrero de 2022   | Mejor película independiente                                      | CODA                                                                                        | Ganadora  | [ 23 ]        |
| Premios del Sindicato de Actores                        | 27 de febrero de 2022   | Mejor reparto                                                     | Eugenio Derbez, Daniel Durant, Emilia Jones, Troy Kotsur, Marlee Matlin, Ferdia Walsh-Peelo | Ganadores |               |
| Premios del Sindicato de Actores                        | 27 de febrero de 2022   | Mejor actor de reparto                                            | Troy Kotsur                                                                                 | Ganador   |               |
| Premios de la Asociación de Críticos de Hollywood       | 28 de febrero de 2022   | Mejor película                                                    | CODA                                                                                        | Ganadora  | [ 24 ]        |
| Premios de la Asociación de Críticos de Hollywood       | 28 de febrero de 2022   | Mejor actriz                                                      | Emilia Jones                                                                                | Nominada  | [ 24 ]        |
| Premios de la Asociación de Críticos de Hollywood       | 28 de febrero de 2022   | Mejor actor de reparto                                            | Troy Kotsur                                                                                 | Ganador   | [ 24 ]        |
| Premios de la Asociación de Críticos de Hollywood       | 28 de febrero de 2022   | Mejor actriz de reparto                                           | Marlee Matlin                                                                               | Nominada  | [ 24 ]        |
| Premios de la Asociación de Críticos de Hollywood       | 28 de febrero de 2022   | Mejor reparto                                                     | CODA                                                                                        | Nominada  | [ 24 ]        |
| Premios de la Asociación de Críticos de Hollywood       | 28 de febrero de 2022   | Mejor director                                                    | Siân Heder                                                                                  | Nominada  | [ 24 ]        |
| Premios de la Asociación de Críticos de Hollywood       | 28 de febrero de 2022   | Mejor guion adaptado                                              | Siân Heder                                                                                  | Ganadora  | [ 24 ]        |
| Premios de la Asociación de Críticos de Hollywood       | 28 de febrero de 2022   | Mejor película independiente                                      | CODA                                                                                        | Nominada  | [ 24 ]        |
| Premios de la Asociación de Críticos de Hollywood       | 28 de febrero de 2022   | Mejor canción original                                            | "Beyond the Shore" (interpretada por Emilia Jones)                                          | Nominada  | [ 24 ]        |
| Festival Internacional de Cine de Santa Bárbara         | 5 de marzo de 2022      | Virtuosos Award                                                   | Troy Kotsur                                                                                 | Ganador   | [ 25 ]        |
| Festival Internacional de Cine de Santa Bárbara         | 5 de marzo de 2022      | Virtuosos Award                                                   | Emilia Jones                                                                                | Ganadora  | [ 25 ]        |
| Premios Independent Spirit                              | 6 de marzo de 2022      | Mejor hombre de reparto                                           | Troy Kotsur                                                                                 | Ganador   | [ 26 ]        |
| American Film Institute Awards                          | 11 de marzo de 2022     | Top 10 Películas del Año                                          | CODA                                                                                        | Ganadora  | [ 27 ]        |
| Premios BAFTA                                           | 13 de marzo de 2022     | Mejor actriz                                                      | Emilia Jones                                                                                | Nominada  | [ 28 ]        |
| Premios BAFTA                                           | 13 de marzo de 2022     | Mejor actor de reparto                                            | Troy Kotsur                                                                                 | Ganador   | [ 28 ]        |
| Premios BAFTA                                           | 13 de marzo de 2022     | Mejor guion adaptado                                              | Sian Heder                                                                                  | Ganadora  | [ 28 ]        |
| Premios de la Crítica Cinematográfica                   | 13 de marzo de 2022     | Mejor película                                                    | CODA                                                                                        | Nominada  |               |
| Premios de la Crítica Cinematográfica                   | 13 de marzo de 2022     | Mejor actor de reparto                                            | Troy Kotsur                                                                                 | Ganador   |               |
| Premios de la Crítica Cinematográfica                   | 13 de marzo de 2022     | Mejor guion adaptado                                              | Siân Heder                                                                                  | Nominada  |               |
| Premios de la Crítica Cinematográfica                   | 13 de marzo de 2022     | Mejor intérprete joven                                            | Emilia Jones                                                                                | Nominada  |               |
| Premios del derbi de oro                                | 16 de marzo de 2022     | Mejor película                                                    | Jérôme Seydoux, Fabrice Gianfermi, Patrick Wachsberger, Philippe Rousselet                  | Nominados | [ 29 ] [ 30 ] |
| Premios del derbi de oro                                | 16 de marzo de 2022     | Mejor actor de reparto                                            | Troy Kotsur                                                                                 | Nominado  | [ 29 ] [ 30 ] |
| Premios del derbi de oro                                | 16 de marzo de 2022     | Mejor guion adaptado                                              | Siân Heder                                                                                  | Nominada  | [ 29 ] [ 30 ] |
| Premios del derbi de oro                                | 16 de marzo de 2022     | Mejor elenco                                                      | Eugenio Derbez, Daniel Durant, Emilia Jones, Troy Kotsur, Marlee Matlin, Ferdia Walsh-Peelo | Nominados | [ 29 ] [ 30 ] |
| Premios Dorian                                          | 17 de marzo de 2022     | Mejor interpretación cinematográfica de reparto                   | Troy Kotsur                                                                                 | Nominado  | [ 31 ] [ 32 ] |
| Premios AARP Películas para adultos                     | 18 de marzo de 2022     | Mejor película intergeneracional                                  | CODA                                                                                        | Ganadora  | [ 33 ]        |
| Premios AARP Películas para adultos                     | 18 de marzo de 2022     | Mejor actriz de reparto                                           | Marlee Matlin                                                                               | Nominada  | [ 33 ]        |
| Premios del Sindicato de Productores de América         | 19 de marzo de 2022     | Productora destacada de películas teatrales                       | Fabrice Gianfermi, Philippe Rousselet, y Patrick Wachsberger                                | Ganadores |               |
| Premios WGA                                             | 20 de marzo de 2022     | Mejor guion adaptado                                              | Siân Heder                                                                                  | Ganadora  | [ 34 ]        |
| Premios Chlotrudis                                      | 20 de marzo de 2022     | Mejor guion adaptado                                              | Siân Heder                                                                                  | Nominada  | [ 35 ] [ 36 ] |
| Premios del Gremio de Supervisores de Música            | 20 de marzo de 2022     | Mejor supervisión musical en un tráiler                           | Will Quiney                                                                                 | Nominado  | [ 37 ] [ 38 ] |
| Sociedad de Casting de América                          | 23 de marzo de 2022     | Estudio o Largometraje Independiente - Drama                      | Deborah Aquila, Lisa Zagoria, Tricia Wood, Angela Peri, Lisa Lobel and Melissa Morris       | Ganadores | [ 39 ] [ 40 ] |
| Premios Óscar                                           | 27 de marzo de 2022     | Mejor película                                                    | Philippe Rousselet, Fabrice Gianfermi, Patrick Wachsberger                                  | Ganadora  | [ 41 ]        |
| Premios Óscar                                           | 27 de marzo de 2022     | Mejor actor de reparto                                            | Troy Kotsur                                                                                 | Ganador   | [ 41 ]        |
| Premios Óscar                                           | 27 de marzo de 2022     | Mejor guion adaptado                                              | Sian Heder                                                                                  | Ganadora  | [ 41 ]        |